# アントニー・アオキ
- アンソニー・アオキ

アントニー・タダシ・アオキ・ナカマ（Anthony Tadashi Aoki Nakama, 2000年6月8日 - ）は、ペルー・リマ郡リマ出身のサッカー選手。リーガ1・モビスター・アヤクチョFC所属。ポジションはMF。
日本のメディアの表記は『アンソニー・アオキ』という表記が一般的。

## クラブ経歴
4歳の頃からサッカーを始め、2015年にスポルティング・クリスタルのユースアカデミーに入所。ユース世代のペルー代表でプレーし、2019年にトップチームに昇格。同年8月に2部リーグのウニオン・ウアラルへのローン移籍が決定。9月8日のコメルシアンテス・ウニドス戦でプロデビュー。同年シーズンは2部リーグで7試合に出場。2020年シーズンからはアヤクチョFCでローン移籍でプレー。2021年1月にローン契約延長が決まった。

## 代表歴
2017年にチリで開催された南米U-17選手権に、U-17のペルー代表で出場。ブラジルやアルゼンチンが入ったグループリーグBで4試合先発出場するも、4戦全敗に終わった。

## 人物
- 2017年に来日し、横浜F・マリノスの練習に参加した[2]。
- 2019年には、｢いつかはJリーグでプレーしたい｣という願望を語っていた[3]。